# Подморница (филм)
Подморница је западнонемачки ратни филм из 1981. године, режисера и сценаристе Волфганга Петерсена, продуцента Гинтера Рорбака, у коме главне улоге тумаче Јирген Прохнов, Херберт Гренемајер и Клаус Венеман. Приказан је и као биоскопско издање и као ТВ мини-серија из 1985. године. Постоји и неколико различитих кућних видео верзија, као и редитељска верзија коју је надгледао Петерсен 1997. године.
Филм је адаптација истоименог романа Лотара-Гинтера Бухајма из 1973. године, заснованог на његовом искуству у немачкој подморници U-96, а радња се одвија током Другог светског рата и прати поменуту подморницу и њену посаду, док крећу на опасну патролу у бици за Атлантик. Филм приказује и узбуђење битке и досаду бесплодног лова, као и људе који служе на подморници као обичне појединце са жељом да дају све од себе за своје другове и своју земљу.
Развој је почео 1979. године. Неколико америчких редитеља разматрано је три године раније, након чега је филм одложен. Током продукције, Хајнрих Леман-Виленброк, капетан праве U-96 током Бухајмове патроле 1941. и један од најбољих немачких подморничких „асова тонаже” током рата, и Ханс-Јоахим Круг, бивши први официр на U-219, служили као консултанти. Један од Петерсенових циљева био је да води публику кроз „путовање до ивице ума” (немачки слоган филма Eine Reise ans Ende des Verstandes), показујући „о чему се заправо ради у рату”.
Снимљен са буџетом од 32 милиона марака, филм је сврставан међу најскупље филмове у немачкој кинематографији, али је остварио комерцијални успех и зарадио је 84,9 милиона долара широм света. Студио Columbia Pictures је издао и немачку верзију и верзију синхронизовану на енглески у америчким биоскопима, зарадивши 11 милиона долара. Филм је добио веома позитивне критике и био је номинован за шест Оскара, од тога два за Петерсона (најбољи режисер и најбољи адаптирани сценарио); такође је био номинован за награду БАФТА и награду Удружења режисера Америке.

## Радња
Поручник Вернер је ратни дописник немачке подморнице U-96 у октобру 1941. године. Капетан и главни инжењер га доводе у бурни француски бордел где се састаје са неким од чланова посаде. Томсен, још један капетан, пијан држи груб говор да прослави свој орден Витешки крст, у којем се руга Адолфу Хитлеру.
Следећег јутра, U-96 испловљава из луке Ла Рошел и Вернеру је дат обилазак брода. Како време пролази, уочава идеолошке разлике између нових чланова посаде и прекаљених ветерана, посебно капетана, који је огорчен и циничан због рата. Новим људима, укључујући Вернера, се руга остатак посаде, који деле чврсту везу. Једног нацистичког официра, Броја један (први [стражни] официр), остали не воле. Након досадног дана, посада је узбуђена због уочавања непријатељског конвоја од стране друге подморнице, али их убрзо примећује британски разарач и бомбардује их дубинским бомбама. Они беже само са лаким оштећењима.
Следеће три недеље проводе се у немилосрдној олуји на северу Атлантика. Морал опада након низа несрећа, али је посаду привремено развеселио случајни сусрет са Томсеновом подморницом. Убрзо након што је олуја престала, подморница наилази на британски конвој и брзо лансира три торпеда, потапајући два брода. Уочи их разарач и они морају да зароне испод дозвољене границе подморнице. Током напада дубинским ударом који је уследио, главни машиниста Јохан паничи и остали морају да га обуздају. Подморница је претрпела велика оштећења, али је на крају у стању да безбедно изрони када падне ноћ. Британски танкер који су торпедовали још увек плута и гори, па га поново грађају, само да би сазнали да још увек има морнара. Посада ужаснуто гледа како морнари скачу преко палубе и пливају према њима. Пошто не може да прими заробљенике, капетан наређује да се подморница удаљи.
Истрошена посада подморнице радује се повратку кући у Ла Рошел на време за Божић, али подморници је наређено да иде у Ла Специју у Италији, што значи пролазак кроз Гибралтарски мореуз — подручје које снажно брани Краљевска ратна морнарица. Подморница преко ноћи тајно упловљава у луку Виго, у неутралној, али Немцима пријатељској Шпанији, са интернираним немачким трговачким бродом Весер који тајно снабдева подморницу горивом, торпедима и другим залихама. Прљави официри делују као да не припадају богатој вечери припремљеној за њих, али их ентузијасти жељни да чују њихове подвиге топло поздрављају. Капетан сазнаје од изасланика немачког конзулата да је одбијен његов захтев да се Вернер и главни инжењер врате у Немачку.
Посада завршава са снабдевањем и креће за Италију. Док се пажљиво приближавају Гибралтарском мореузу и спремају се да зароне, изненада их је нападнуо и тешко оштетио британски ловачки авион, ранивши навигатора Крихбаума. Капетан наређује подморници да крене директно на југ према северноафричкој обали пуном брзином, решен да спасе своју посаду чак и по цену подморнице. Британски ратни бродови почињу да је гранатирају и они су приморани да зароне. Приликом покушаја изједначавања, подморница не реагује и наставља да тоне све док, непосредно пре него што је притисак згњечи, не пристане на морски праг, на дубини од 280 метара. Посада очајнички ради на бројним поправкама пре него што остане без кисеоника. После више од 16 сати, они су у стању да испливају на површину тако што разнесу своје баластне танкове, и крећу назад према Ла Рошелу под окриљем мрака.
Посада је исцрпљена када коначно стигну у Ла Рошел на Бадње вече. Убрзо након што је Крихбаум одведен на обали у амбулантним колима која су чекала, савезнички авиони бомбардују и гађају објекте, ранивши и убивши многе чланове посаде. Улман, Јохан, други официр и Бибелфоршер су убијени. Френсен, Лампрехт и Хинрих су рањени. После рације, Вернер напушта бункер подморнице у којем се склонио и проналази капетана, тешко повређеног шрапнелима, како гледа како му подморница тоне. Одмах након што подморница нестане под водом, капетан умире. Вернер јури ка његовом телу и посматра мрачну сцену са сузама у очима.

## Улоге
- Јирген Прохнов као капетан: 30-годишњак, прекаљен у борби, али доброг срца и симпатични морски ветеран, који се жали Вернеру да већину његове посаде чине дечаци.[4] Отворено је антинациста, огорчен и циничан у погледу рата, отворено критичан према томе како се рат води.
- Херберт Гренемајер као поручник Вернер, ратни дописник: наиван, али искрен, послат је на море са посадом да направи њихове фотографије у акцији и извештава о путовању. Вернеру се ругају због недостатка искуства и убрзо сазнаје праве ужасе службе на подморници.
- Клаус Венеман као главни инжењер: тих и поштован човек. Са 27 година, најстарији члан посаде поред капетана. Мучен је неизвесном судбином своје жене, посебно након што је чуо за савезнички ваздушни напад на Келн. Други најважнији члан посаде, пошто надгледа ронилачке операције и брине да системи раде исправно.
- Хубертус Бенгш као Број један: млади официр, ватрени нациста и непоколебљиви верник у коначну победу. Има снисходљив став и једини је члан посаде који се труди да одржи уредну униформу и дотеран изглед док сви остали пуштају браде у традиционалном Кригсмарине стилу. Очуха који је поседовао плантажу у Мексику одгајао га је у богатству. Његова немачка вереница погинула је у британском ваздушном нападу. Дане проводи пишући своја размишљања о војној обуци и руководству за Врховну команду. Када је подморница заробљена под водом у близини Гибралтара, он постаје песимиста и почиње да напушта своју приврженост нацистичким идејама и коначно престаје да се брије сваки дан, као и да стално носи уредну униформу.
- Мартин Земерлог као Број два: вулгаран, комични официр. Он је низак, црвенокос и говори благим берлинским дијалектом. Једна од његових дужности је да декодира поруке са базе, користећи машину за кодирање Енигма.
- Бернд Таубер као главни кормилар Крихбаум: навигатор и Број три на подморници. Увек помало скептичан према капетану и без ентузијазма током путовања, не показује љутњу када је конвој предалеко да би био нападнут. Крихбаум има четири сина, са још једним на путу.
- Ервин Ледер као главни механичар Јохан: опседнут је скоро фетишном љубављу према моторима подморнице. Доживљава привремени ментални слом током напада два разарача. Он је у стању да се искупи храбрим радом на заустављању цурења воде када је подморница заробљена под водом у близини Гибралтара. Говори доњоаустријским дијалектом.
- Мартин Меј као старији кадет Улман: кандидат за младог официра који има трудну француску вереницу (коју француски партизани сматрају издајницом) и брине за њену безбедност. Он је један од ретких чланова посаде са којима се Вернер може повезати; Вернер нуди да достави Улманову гомилу љубавних писама када му буде наређено да напусти подморницу.
- Хајнц Хениг као подофицир Хинрих: радио-навигатор, контролор сонара и бродски борбени лекар. Он мери брзину и правац циљева и непријатељских разарача. Хинрих је један од ретких чланова посаде са којима се капетан може повезати.
- Уве Охзенкнехт као Лампрехт:[5] оштар главни подофицир који приказује Вернеру око подморнице и надгледа испаљивање и поновно пуњење торпедних цеви. Узнемири се након што на радију чује да фудбалски тим који подржава већина екипе (ФК Шалке 04) губи утакмицу и да „сада никада неће ући у финале”.
- Клод-Оливер Рудолф као Арио: крупни механичар који свима говори да се Дуфте жени ружном женом и баца слике Дуфтеове веренице како би се насмејао.
- Јан Федер као подофицир Пилгрим: још један морнар (стражар и оператер хидроплана), који скоро бива однесен са подморнице током олује – ово је била права несрећа током снимања у којој је Федер сломио неколико ребара и неко време је био хоспитализован.
- Ралф Рихтер као подофицир Френсен: Пилгримов најбољи пријатељ. Пилгрим и Френсен воле да размењују прљаве вицеве и приче.
- Јоаким Бернхард као Бибелфоршер („Библичар”): веома млади религиозни морнар који непрестано чита Библију. Френсен га удари када је подморница заробљена на дну Гибралтарског мореуза јер се моли, а не поправља подморницу.
- Оливер Штрицел као Швале: висок и добро грађен плавокоси торпедиста.
- Жан-Клод Хофман као Бењамин: црвенокоси морнар који служи као оператер хидроплана.
- Луц Шнел као Дуфте: морнар коме се ругају због предстојећег брака и због могућег лажног виђења авиона.
- Конрад Бекер као Бокштајгел: бечки морепловац кога Хинрих први прегледа због ваши.
- Ото Сандер као капетан Филип Томсен: алкохоличар и неурозни командир подморнице, који је члан „Старе банде”. Када га упознају, изузетно је пијан и кратко се руга Хитлеру током сцене француског бордела. (У аудио коментару редитељске верзије, Петерсен каже да је Сандер био заиста пијан док су снимали сцену.) Нешто након одласка подморнице, Томсен је поново распоређен и две подморнице се насумично сусрећу усред Атлантика јер их је олуја скренула са курса. Ово узнемирава капетана јер то значи да сада постоји јаз у ланцу блокаде. Након што касније није успела да успостави контакт, постаје очигледно да Томсенова подморница недостаје. Када U-96 пресреће конвој и види да су без пратње, капетан констатује да мора да су далеко и јуре другу подморницу; ова подморница је вероватно Томсенова.
- Гинтер Лампрехт као капетан Весера: ентузијастичан официр на броду за снабдевање Весер. Заменио је Броја један са капетаном при уласку у елегантну трпезарију на броду. Ватрени нациста, жали се на фрустрацију што не може да се бори, али се хвали храном која је припремљена за посаду и бродским „специјалитетима”.

## Продукција
Крајем 1941, ратни дописник Лотар-Гинтер Бухајм придружио се U-96 у њеној 7. патроли, током битке за Атлантик. Његова наређења су била да фотографише и опише подморницу у акцији. Бухајм је 1973. објавио роман заснован на својим ратним искуствима, Подморница, фикционализовани аутобиографски приказ који је испричао „поручник Вернер”. Роман је постао најпродаваније немачко белетристично дело о рату. Наставак, Тврђава, објављен је 1995. године.
Продукција филма првобитно је почела 1976. године. Разматрано је неколико америчких редитеља, а Капетана је требало да игра Роберт Редфорд. Дошло је до несугласица међу разним странама и пројекат је одложен. Покушана је још једна холивудска продукција имајући на уму друге америчке редитеље, овог пута са капетаном кога би тумачио Пол Њуман. Овај покушај је првенствено пропао због техничких разлога, на пример, како снимити блиски сусрет две немачке подморнице на мору током олује.
Продукција филма трајала је две године (1979–1981) и био је најскупљи немачки филм у то време. Већина снимања је обављена за годину дана; да би изглед глумаца био што реалистичнији, сцене су снимане у низу током године. То је обезбедило природан раст браде и косе, све веће бледило коже и знакове напрезања глумаца, који су, баш као и прави подморничари, много месеци провели у скученој, нездравој атмосфери.
Продукција је обухватила израду неколико модела различитих величина, као и комплетну, детаљну реконструкцију унутрашњости подморнице U-96.
Ханс-Јоахим Круг, бивши први официр на U-96, служио је као консултант, као и Хајнрих Леман-Виленброк, капитен праве U-96.
У филму се појављују и стандардни немачки говорници и говорници дијалекта. Петерсен у аудио коментару DVD-а наводи да су за филм регрутовани младићи из целе Немачке и Аустрије, јер је желео лица и дијалекте који би тачно одражавали разноликост Трећег рајха око 1941. године. Сви главни глумци су причали и немачки и енглески, а када је филм синхронизован на енглески, сваки глумац је синхронизовао своју улогу (са изузетком Мартина Земелрога, који је само синхронизовао своју улогу у редитељској верзији). Синхронизована је и немачка верзија, јер је филм сниман „немо”, јер би дијалог изговорен на сету био угушен жироскопимау специјалној камери развијеној за снимање. Необично је то што је немачка верзија филма заправо зарадила много више од верзије синхронизоване на енглески на благајнама Сједињених Држава.

### Сетови и модели
Коришћено је неколико различитих сетова. Израђене су две макете подморница типа VIIC у пуној величини, од којих је једна представља део изнад воде за употребу у сценама на отвореном, а друга цилиндричну цев на носачу за кретање (хидраулични кардан) за унутрашње сцене. Модели су направљени према плановима за подморнице из чикашког Музеја науке и индустрије.
Модел на отвореном је у основи био љуска са малим мотором, стациониран у Ла Рошелу, Француска, и имао је своју историју. Једног јутра продукцијска екипа је отишла до места где га је држала на површини и открила да га нема. Неко је заборавио да обавести екипу да је амерички редитељ изнајмио макету за сопствено снимање филма у тој области. Овај филмски стваралац је био Стивен Спилберг, а филм који је снимао био је Отимачи изгубљеног ковчега. Неколико недеља касније, током продукције, модел је напукао у олуји и потонуо, а извучен је и закрпљен да би стао у завршним сценама. Модел у пуној величини је коришћен током сцена на површини код Гибралтара; нападачки авион (којег игра северноамерички Т-6 Тексан) и ракете су биле стварне док су британски бродови били модели.
Модел борбеног торња постављен је у резервоар за воду у студију  у Минхену за сцене на отвореном које нису захтевале пун поглед на спољашњост подморнице. Приликом снимања на моделу на отвореном или на борбеном торњу, млазови хладне воде су сипани преко глумаца како би се симулирали разбијање океанских таласа. Оперативни модел упола величине пуног трупа коришћен је за подводне снимке и неке снимке на површини, посебно за сусрет у олујном мору са другом подморницом. Резервоар је такође коришћен за снимке британских морнара који скачу са свог брода; мали део трупа танкера је конструисан за ове снимке.
Током снимања постојала је сцена у којој је глумац Јан Федер (Пилгрим) пао са моста док је подморница изронила. Током накнадног спасавања, Бернд Таубер (главни кормилар Крихбаум) је заиста сломио два ребра.
- Модел ентеријера у студију  у Минхену

Унутарњи модел подморнице постављен је пет метара од пода и подрхтаван, љуљан и нагнут до 45 степени помоћу хидрауличног апарата, и снажно протресен како би се симулирали напади дубинског пуњења. Петерсен је додуше био опсесиван око детаља структуре подморнице, напомињући да је „сваки шраф” у комплету био аутентична копија оне врсте која се користила у подморници из Другог светског рата. У томе су му у великој мери помогле бројне фотографије које је Лотар-Гинтер Бухајм снимио током сопственог путовања на подморници U-96, од којих су неке објављене у његовој књизи U-Boot-Krieg из 1976. године.
Глумцима је током целог снимања било забрањено да излазе на сунце, како би створили бледило људи који су ретко виђали сунце током својих задатака. Глумци су прошли кроз интензивну обуку како би научили како да се брзо крећу кроз уске просторије пловила.

### Специјална камера
Већина снимака унутрашњости снимљена је коришћењем ручног  Arriflex-а који је дизајнирао кинематограф Јост Вакано како би се пренела клаустрофобична атмосфера подморнице. Имао је два жироскопа који су обезбедили стабилност, другачије решење и мањи обим од Steadicam-а , тако да се могао носити кроз унутрашњост моделе.

## Историјска тачност
Волфганг Петерсен је адаптирао филм на основу истоименог романа Лотара-Гинтера Бухајма са неколико измена радње и ликова.
Као поручник током јесени 1941, Бухајм се придружио капетану Хајнриху Леману-Виленброку и посади U-96 у њеној седмој патроли у бици за Атлантик. Дана 27. октобра 1941. U-96 је отишла у своју седму патролу и придружила се немачкој групи три дана касније. Следећег дана, 31. октобра, група је успоставила контакт са конвојем OS 10. U-96 је лансирала четири торпеда из велике удаљености, од којих је једно погодило холандски Bennekom. Брод је потонуо пола сата након што је погођен, повевши са собом девет чланова посаде од укупно 56 чланова. Након напада, на лице места стигла је шљуна Lulworth  и паљбом потерала U-96 под воду. Подморница је неоштећена избегла 27 дубинских бомби. Следећег дана, U-96 је наишала на још две пратње, Gorleston и Verbena, али је поново успела да побегне.
Подморница је провела новембар патролирајући северним Атлантиком, све док није тајно ушла у неутралну луку Виго, Шпанија, где ју је снабдео интернирани немачки брод 27. новембра. Након напуштања Вига, U-96 је кренула ка Гибралтарском мореузу, са наређењем да уђе у Медитеран. Међутим, касно 30. новембра подморницу је приметио Fairey Swordfish из 812. морнаричке ваздушне ескадриле и тешко је оштећена од две бомбе које је бацио авион. У немогућности да стигне до свог одредишта, U-96 је кренула ка луци Сен Назер. На путу је наишла на шпански Cabo De Hornos, који се вратио из Јужне Америке, пошто је превезао групу јеврејских избеглица у холандску колонију Курасао, када им је Бразил забранио улазак. Када је торпедо U-96 промашило, брод је заустављен и њени папири су проверени. Дана 6. децембра 1941, после 41 дана на мору, U-96 се вратила у Сен Назер, потопивши један брод.
У филму је само један ватрени нациста у посади од 40, односно Број један (у једној сцени комично се назива Unser Hitlerjugendführer или „Наш вођа Хитлерјугенда”) . Остали официри су или равнодушни или отворено антинацистички (капетан). Војни морнари и подофицири су приказани као аполитични. У својој књизи Гвоздени ковчези, бивши командант подморнице Херберт А. Вернер наводи да се одабир морнаричког особља на основу њихове лојалности партији догодио тек касније у рату (од 1943. надаље) када су подморнице претрпеле велике губитке и када је морал опадао. Такав степен скептицизма се можда и није појавио. У подршци филму о овој теми, историчар подморница Мајкл Ганон тврди да је морнарица подморница била један од најмање пронацистичких огранака немачких оружаних снага.
И роман и филм имали су много мрачнији крај него у стварности, где се подморница враћа у луку само да би била уништена током ваздушног напада, а многи чланови њене посаде су погинули или рањени. У стварности, U-96 је преживела скоро до краја рата, а преживела је и већина њених високих официра. Слично судбини на платну, потопили су је савезнички бомбардери на свом везу у Вилхелмсхафену у марту 1945. године.
Иако се почетак и крај филма дешавају у луци Ла Рошел, она историјски не одговара. Подморничка база у Ла Рошелу није била функционална пре новембра 1941. године, а у време снимања филма лука је била пресушена. Док је Сен Назер био база коришћена у роману и где је U-96 била смештена крајем 1941, филм ју је променио у Ла Рошел јер се његов изглед није променио у толикој мери у годинама од Другог светског рата. Штавише, ниједан од британских ловачких бомбардера од краја 1941. до почетка 1942. није имао домет да бомбардује Ла Рошел из база у Уједињеном Краљевству.

## Објављивање
Филм је издат 17. септембра 1981. и добио је најшире приказивање икада у Западној Немачкој, отварајући се у 220 биоскопа и зарадио је рекордних 5.176.000 долара у прве две недеље.
Филм је објављен у Сједињеним Државама 10. фебруара 1982. године.

## Различите верзије и кућни медији
Редитељ Волфганг Петерсен надгледао је стварање неколико различитих верзија свог филма. Први који је објављен трајао је 149 минута.
Филм су делимично финансирали немачки телевизијски емитери WDR и SDR, а снимљено је више материјала него што је приказано у биоскопској верзији. Верзија од шест 50-минутних епизода је емитована на каналу BBC2 у Уједињеном Краљевству у октобру 1984. и поново током божићне сезоне 1999. године. У фебруару 1985. у Немачкој је емитована верзија од три 100-минутне епизоде.
Петерсон је затим монтирао 209-минутну верзију, Подморница: Редитељска верзија, комбинујући акционе секвенце из дугометражне верзије са сценама развоја ликова из мини-серије која је пуштена у биоскопе широм света 1997. године, чиме је такође побољшан квалитет звука. Године 1998. објављена је на DVD-у као издање на једном диску укључујући аудио коментар Петерсена, главног глумца Јиргена Прохнова и продуцента Ортвина Фрејермута; а на већини територија и биоскопски трејлер. Године 2003. такође је објављена као „Superbit” издање без додатних карактеристика, али са већом брзином у битовима, а филм је проширен на два диска.
Од 2010. надаље, 208-минутна „Редитељска верзија”, заједно са разним новим додацима, објављена је међународно на Blu-ray формату. Амерички колекционарски сет са 2 диска такође је на јединствен начин укључивао оригиналну 149-минутну биоскопску верзију, која иначе није објављена на DVD или Blu-ray форматима.
Године 2014. оригинална мини-серија, позната и као „Оригинална нерезана верзија”, објављена је на Blu-ray форматима у Немачкој са опционом енглеском синхронизацијом и титловима.
У новембру 2018, Подморница: Комплетно издање је објављена у колекцији од пет Blu-ray дискова и три CD-а. Садржала је више од 30 сати материјала: редитељску верзију (208 минута), оригиналну биоскопску верзију (149 минута), комплетну ТВ серију у 6 делова („Оригинална нерезана верзија”, 308 минута), бонус материјал (202 минута. + разни трејлери), оригиналну музику Клауса Долдингера (38:21 минута) и аудио-роман који је Дитмар Бер прочитао на немачком (910 минута).
За „Редитељску верзију”, оригиналну биоскопску верзију и ТВ серију, снимљени су нови звучни записи на енглеском језику са већином оригиналне глумачке екипе, која је причала два језика. Ови звучни записи су укључени на разним DVD и Blu-ray издањима као алтернативни језик оригиналном немачком.
- Необјављена верзија из 1981. године (209 минута)
- Биоскопска верзија из 1981. године (149 минута)
- Мини-серија из 1984. године (300 минута)
- Редитељска верзија из 1997. године (208 минута)
- Оригинална нерезана верзија из 2004. године (293 минута) − мини-серија без флешбек сцена које отварају епизоде

## Пријем

### Критике
Филм је по изласку добио веома позитивне критике. Роџер Иберт из новина Chicago Sun Times дао је филму четири од четири звездице. Био је номинован за шест Оскара.
Подморница није само немачки филм о Другом светском рату; то је немачки поморски авантуристички еп који је већ био хит у Западној Немачкој.— Џенет Маслин, The New York Times, 10. фебруар 1982.
Данас се филм сматра једним од најбољих немачких филмова. На сајту Rotten Tomatoes филм има рејтинг одобрења од 98% на основу 55 рецензија, са просечном оценом 9,10/10. Критички консензус гласи: „Напет, узбудљив и разорно интелигентан, филм је један од најбољих ратних филмова икада снимљених”. Филм такође има оцену 86 од 100 на сајту Metacritic на основу 15 критичара која указују на „универзално признање”. Због своје ненадмашне аутентичности у напетости и реализму, сматра се на међународном нивоу еминентним међу свим филмовима о подморницама. Филм је био рангиран на 25. месту листе 100 најбољих филмова светске кинематографије часописа Empire 2010. године.
Крајем 2007. одржана је изложба о филму Подморница, као и о стварној подморници U-96, у Кући немачке историје у Бону. Преко 100.000 људи посетило је изложбу током четворомесечног трајања.
Иако импресиониран технолошком прецизношћу сценографије и сетовима, писац Лотар-Гинтер Бухајм изразио је велико разочарење Петерсеновом адаптацијом у филмској рецензији објављеној 1981. године, описујући филм као претварање његовог јасно антиратног романа у мешавину „јефтиног, плитког америчког акционог филма” и „немачког пропагандног филмског филма из Другог светског рата”.

### Награде
До данашњег дана, Подморница држи рекорд по броју номинација за Оскара за немачки филм.
| Награда                               | Категорија                                  | Номиновани                                  | Исход      |
| ------------------------------------- | ------------------------------------------- | ------------------------------------------- | ---------- |
| Оскар                                 | Најбољи режисер                             | Волфганг Петерсен                           | Номинација |
| Оскар                                 | Најбољи адаптирани сценарио                 | Волфганг Петерсен                           | Номинација |
| Оскар                                 | Најбоља фотографија                         | Јост Вакано                                 | Номинација |
| Оскар                                 | Најбоља монтажа                             | Ханес Никел                                 | Номинација |
| Оскар                                 | Најбољи микс звука                          | Милан Бор, Тревор Пајк и Мајк ле Маре       | Номинација |
| Оскар                                 | Најбоља монтажа звука                       | Мајк ле Маре                                | Номинација |
| Баварске филмске награде              | Најбољи режисер                             | Волфганг Петерсон                           | Освојено   |
| Баварске филмске награде              | Најбоља фотографија                         | Јост Вакано                                 | Освојено   |
| Награде БАФТА                         | Најбољи филм који није на енглеском језику  | Волфганг Петерсон                           | Номинација |
| Награде Удружења режисера Америке     | Најбоље режирани играни филм                | Волфганг Петерсон                           | Номинација |
| Златна камера                         | Јубилеј                                     | Јубилеј                                     | Освојено   |
| Златна камера                         | Режија (25. годишњица Камере)               | Волфганг Петерсон                           | Освојено   |
| Златна камера                         | Фотографија (25. годишњица Камере)          | Јост Вакано                                 | Освојено   |
| Златна камера                         | Музика (25. годишњица Камере)               | Клаус Долдингер                             | Освојено   |
| Немачке филмске награде               | Најбољи дугометражни филм (сребрна награда) | Bavaria Film                                | Освојено   |
| Немачке филмске награде               | Најбољи микс звука                          | Милан Бор (представљајући цели тим за звук) | Освојено   |
| Награде Златни глобус                 | Најбољи страни филм                         | Најбољи страни филм                         | Номинација |
| Награде филмских монтажера звука      | Најбоља монтажа звука у страном филму       | Најбоља монтажа звука у страном филму       | Освојено   |
| Награде Златни ловор                  | Награде Златни ловор                        | Награде Златни ловор                        | Освојено   |
| Филмска награда Јапанске академије    | Најбољи филм на страном језику              | Најбољи филм на страном језику              | Номинација |
| Филмске награде Маиничи               | Најбољи млади глумац                        | Хајнц Хениг                                 | Освојено   |
| Национални одбор за рецензију филмова | Најбољи страни филмови                      | Најбољи страни филмови                      | 2. место   |
| Награде Сателит                       | Најбољи DVD додаци                          | Подморница: Колекционарски сет од два диска | Номинација |
| Награде Друштва оператера камера      | Историјски снимак                           | Јост Вакано                                 | Освојено   |

## Музика
Карактеристична главна мелодија саундтрека, коју је компоновао и продуцирао Клаус Долдингер, заживела је сопственим животом након што је немачка рејв група U96 направила ремикс „техно верзију” 1991. године. Насловна тема „Das Boot” је касније постала међународни хит.
Званична музика садржи само Долдингерове композиције, осим песме „J'attendrai” коју пева Рина Кети. Саундтрек објављен након изласка „Редитељске верзије” изоставља ову песму.
Песме које се чују у филму, али нису укључене на албум су „La Paloma” коју пева Росита Серано, „Erzherzog-Albrecht-Marsch” (популарни војни марш), „It's a Long Way to Tipperary” у извођењу Хора Црвене армије, „Heimat, deine Sterne” и „Westerwaldlied”.

## Наставак
Истоимени наставак, у виду телевизијске серије, објављен је 2018. године, са различитим глумцима. Радња је смештена девет месеци након завршетка оригиналног филма и подељена је у два наратива, један заснован на копну, а други око друге подморнице и њене посаде. Као и оригинални филм, серија је заснована на књизи Подморница Лотар-Гинтера Бухајма из 1973. године, али са додацима из Бухајмовог наставка Тврђава из 1995. године.